# Football Leaks
Football Leaks es un sitio web que ha filtrado al público, a través de varios medios de comunicación, supuesta documentación nunca verificada sobre los contratos, costes de traspaso y salarios de futbolistas famosos. El sitio web ha sido descrito como la versión futbolística de WikiLeaks.
Según la propia página web Football Leaks se centra en la publicación de contratos de equipos y jugadores de fútbol, muchos de ellos de renombre mundial. Según ellos, son una “organización creada en busca de la verdad y que sólo a través de la presión pública se puede lograr la diferencia y destapar la parte oculta del fútbol". Entre otros posibles delitos fiscales se investiga la labor de Jorge Mendes como el artífice e intermediario para eludiar impuestos ante Hacienda.
Rui Pinto, la persona ligada a las filtraciones, fue arrestada en Budapest, Hungría, el 16 de enero de 2019, a petición de las autoridades portuguesas como sospechoso de extorsión cualificada, violación de secretos y acceso ilegal a información. Fue extraditado a su país natal, Portugal, el 21 de marzo de 2019.

## European Investigative Collaborators (EIC)
En diciembre de 2016, el diario alemán Der Spiegel y otros medios europeos miembros de la red European Investigative Collaborations (EIC) —entre los que se encuentra el diario español El Mundo— comenzaron a publicar información sobre elusión fiscal de varias estrellas de fútbol. Parte de la información fue obtenida por Football Leaks. Las filtraciones incluyen cerca de 18,6 millones de documentos, incluidos contratos, correos electrónicos y hojas de cálculo, que sirvieron como material de investigación para 60 periodistas de 12 medios europeos. El 5 de diciembre de 2016, El Mundo reveló una sentencia del juez Arturo Zamarriego que prohibía a EIC publicar información hasta "la investigación legal de su obtención". Reporteros Sin Fronteras describió la decisión como "un intento de censura de escala continental".

## Investigación de la hacienda española
La Hacienda española ha reclamado información de la documentación publicada por el periódico El Mundo con el objeto de investigar posibles delitos fiscales, entre otros a José Mourinho, Cristiano Ronaldo, Ricardo Carvalho, Fabio Coentrão, Pepe, James Rodríguez, Luka Modrić, Radamel Falcao, Mesut Özil, Martin Ødegaard, Karim Benzema, Xavier Hernández, Neymar, Thomas Vermaelen, Rafael van der Vaart, Gonzalo Higuaín, Ángel Di María, Gareth Bale, Jackson Martínez, Jan Oblak, José Cañas, Alejandro Pozuelo, Roland Lamah y Michael Laudrup.